# Sztaroje Sajgovó-i járás
A Sztaroje Sajgovó-i járás (oroszul Старошайговский район, erza nyelven Ташто Шайгабуе, moksa nyelven Сире Шяйгавонь аймак) Oroszország egyik járása Mordvinföldön. Székhelye Sztaroje Sajgovo.

## Népesség
- 1989-ben 18 422 lakosa volt.
- 2002-ben 15 870 lakosa volt, akik főleg oroszok és moksák.
- 2010-ben 14 071 lakosa volt, melyből 8370 mordvin, 5541 orosz.